# Veine jugulaire postérieure
La veine jugulaire postérieure naît du plexus veineux suboccipital et renvoie le sang de la peau et des muscles superficiels dans la partie supérieure et arrière du cou, située entre les muscles splénius et trapèze.
Elle descend dans la partie arrière du cou et se jette dans la veine jugulaire externe juste en dessous du milieu de son trajet.